# Gora Trubeckogo
Gora Trubeckogo är ett berg i Antarktis. Det ligger i Östantarktis. Norge gör anspråk på området. Toppen på Gora Trubeckogo är 2 345 meter över havet.
Terrängen runt Gora Trubeckogo är huvudsakligen kuperad, men västerut är den platt. Trakten är obefolkad. Det finns inga samhällen i närheten.